# Henning Schlüter
Henning Schlüter (Amburgo, 1º marzo 1927 – Amburgo, 20 luglio 2000) è stato un attore tedesco.

## Biografia
Henning Behrend Schlüter studia filosofia, psicologia e germanistica dal 1946 al 1949, oltre che recitazione. Nel 1949 entra nel Deutsches Theater Berlin, dove rimane fino al 1952. Recita Bertold Brecht al Berliner Ensemble quotidianamente. Lo stesso anno ritorna a Amburgo alla Hamburger Kammerspiele. Poi si trasferisce a Bochum, Berlino e ancora Amburgo.
Dal 1960 recita in opere di cinema e televisione in diverse produzioni francesi, italiane, americane sotto la guida di registi come Luchino Visconti (in Ludwig), Christian-Jaque, Roman Polański (in Che?) e Billy Wilder (in Uno, due, tre!), accanto a Elizabeth Taylor e Henry Fonda, James Cagney e Ben Kingsley.
Nel 1976 recita in Kein schöner Sonntag episodio della serie TV L'ispettore Derrick.

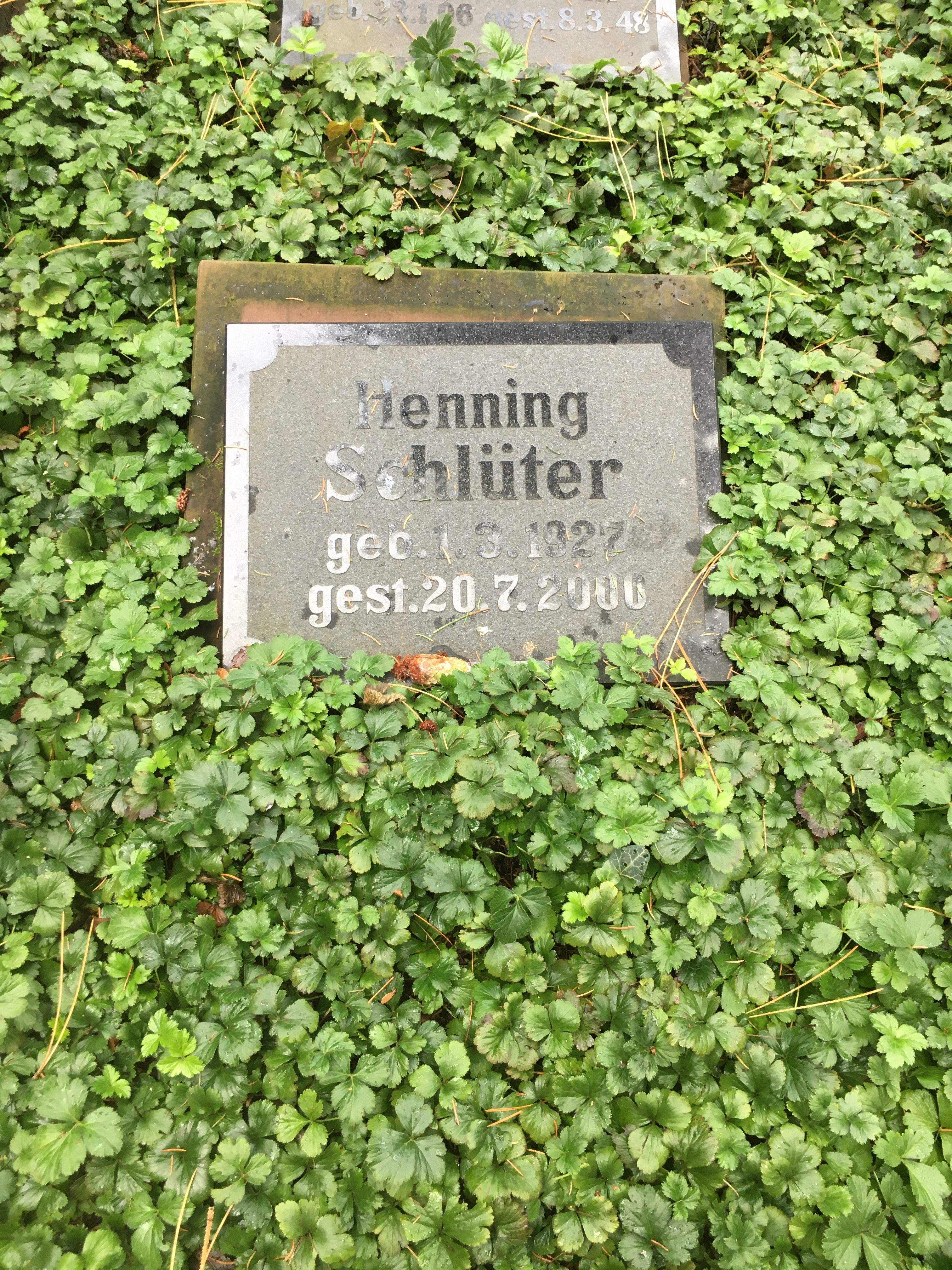
Tomba al Friedhof Ohlsdorf Planquadrat AB 11

La popolarità viene con il ruolo di Franz Millinger, nella serie TV dal 1977 al 1984 Il commissario Köster (Der Alte).
Henning Schlüter muore a 73 anni di età ad Amburgo.

## Filmografia (parziale)

### Cinema
- Die blauen Schwerter, regia di Wolfgang Schleif (1949)
- Aschenputtel, regia di Fritz Genschow (1955)
- Roman einer Siebzehnjährigen, regia di Paul Verhoeven (1955)
- Marili, regia di Josef von Báky (1959)
- La tradotta (Der Transport), regia di Jürgen Roland (1961)
- Uno, due, tre! (One, Two, Three), regia di Billy Wilder (1961)
- Die Dreigroschenoper, regia di Wolfgang Staudte (1963)

- Ganovenehre, regia di Wolfgang Staudte (1966)
- Bonditis, regia di Karl Suter (1967)
- Nachrichten aus der Provinz, regia di Claus Peter Witt (1969) - (episodio Süßer die Glocken nie klingen)
- Willi wird das Kind schon schaukeln, regia di Werner Jacobs (1972)
- Che? (What?), regia di Roman Polanski (1972)
- Ludwig, regia di Luchino Visconti (1973)
- Mercoledì delle ceneri (Ash Wednesday), regia di Larry Peerce (1973)
- Dossier Odessa (The Odessa File), regia di Ronald Neame (1974) - non accreditato
- Donna è bello, regia di Sergio Bazzini (1974)
- Quel desiderio di lei (Der letzte Schrei), regia di Robert van Ackeren (1975)
- Buttiglione diventa capo del servizio segreto, regia di Mino Guerrini (1975)
- Una sera c'incontrammo, regia di Piero Schivazappa (1975)
- Verlorenes Leben, regia di Ottokar Runze (1976)
- Die Elixiere des Teufels, regia di Manfred Purzer (1976)
- Il mostro, regia di Luigi Zampa (1977)
- Heinrich, regia di Helma Sanders-Brahms (1977)
- Winterspelt 1944, regia di Eberhard Fechner (1978)
- Il tamburo di latta (Die Blechtrommel), regia di Volker Schlöndorff (1979)
- Milo-Milo, regia di Nicos Perakis (1979)
- Die Hallo-Sisters, regia di Ottokar Runze (1990)
- Killer Condom (Kondom des Grauens), regia di Martin Walz (1996)
- Hundert Jahre Brecht, regia di Ottokar Runze (1998)

### Televisione
- Dem Täter auf der Spur – serie TV, episodio 1x08 (1970)
- Kommissariat 9 – serie TV, episodio 1x02 (1975)
- L'ispettore Derrick (Derrick) – serie TV, episodio 3x07 (1976)
- Il commissario Köster (Der Alte) – serie TV, 43 episodi (1977-1984)
- Il medico di campagna (Der Landarzt) – serie TV, episodi 1x03-1x14 (1987)
- 14º Distretto (Großstadtrevier) – serie TV, 7 episodi (1989-1998)
- Peter Strohm – serie TV, episodio 4x06 (1995)

## Audiolibri
- 1977: Fred Kassack: Diskretion – Regie: Otto Kurth (Kriminalhörspiel – BR)
- 1990: Horst Bosetzky/Steffen Mohr: Schau nicht hin, schau nicht her – Regie: Ulrike Brinkmann (Hörspiel – RIAS Berlin)
- 1998: Die drei ??? (Hörspiel) – Die Karten des Bösen (82) als Professor Steed (Hörspiel – Sony BMG/Europa)

## Opere
- 1966 Henning Schlüter: Ladies, Lords und Liederjane (Bildband)